# Liu Wenwei
Liu Wenwei (chinesisch 刘文炜, Pinyin Liú Wénwěi; * 8. Dezember 2003) ist ein chinesischer Snookerspieler. 2025 qualifizierte er sich für die Profitour.

## Karriere
Mit 17 Jahren trat Liu Wenwei erstmals in Erscheinung, als er im Qualifikationsturnier des chinesischen Verbands CBSA für die Profitour antrat, allerdings nur zu einem Sieg in zwei Turnieren kam. 2023 versuchte er es dann über die Q School, wo er in Thailand antrat, aber in den ersten beiden Jahren auch nur einzelne Siege erreichte. Im Jahr darauf reiste er auch nach Australien, um an der Asien-Pazifik-Meisterschaft in Sydney teilzunehmen. In der Altersklasse U21 erreichte er das Halbfinale, das er gegen Lei Peifan verlor, der anschließend nicht nur diesen Titel, sondern auch das Hauptturnier gewann. Er selbst kam im Hauptturnier bis ins Viertelfinale und schied gegen Ex-Profi Vinnie Calabrese aus. Die zweite Teilnahme im Jahr darauf endete wieder mit einem Viertelfinalaus gegen Calabrese.
Im ersten Turnier der Asia-Oceania Q School 2025 wurde er gleich zu Beginn gegen den langjährigen Profi Tian Pengfei ausgelost, den er ebenso mit 4:1 besiegte wie anschließend Manasawin Phetmalaikul, der zuvor ebenfalls Profi gewesen war. Er setzte die Siegesserie fort bis ins Entscheidungsspiel, in dem er Landsmann Luo Zetao mit 4:3 besiegte. Damit hatte er sich zwei Jahre auf der World Snooker Tour gesichert.